# Alstroemeria arnicana
Alstroemeria arnicana este o specie de plante monocotiledonate din genul Alstroemeria, familia Alstroemeriaceae, descrisă de Pierfelice Ravenna. Conform Catalogue of Life specia Alstroemeria arnicana nu are subspecii cunoscute.